# Холокост в Оршанском районе (Витебская область)
Холокост в Орша́нском районе — систематическое преследование и уничтожение евреев на территории Оршанского района Витебской области оккупационными властями нацистской Германии и коллаборационистами в 1941—1944 годах во время Второй мировой войны, в рамках политики «Окончательного решения еврейского вопроса» — составная часть Холокоста в Белоруссии и Катастрофы европейского еврейства.

## Геноцид евреев в районе
Оршанский район был полностью захвачен немецкими войсками в начале июля 1941 года, и оккупация продлилась три года — до начала июля 1944 года. После оккупации Оршанский район административно стал относиться к зоне армейского тыла группы армий «Центр».
Для осуществления политики геноцида и проведения карательных операций сразу вслед за войсками в район прибыли карательные подразделения войск СС, айнзатцгруппы, зондеркоманды, тайная полевая полиция (ГФП), полиция безопасности и СД, жандармерия и гестапо.
Одновременно с оккупацией нацисты и их приспешники начали выявление и поголовное уничтожение евреев. «Акции» (таким эвфемизмом гитлеровцы называли организованные ими массовые убийства) повторялись множество раз во многих местах. В тех населенных пунктах, где евреев убили не сразу, их содержали в условиях гетто вплоть до полного уничтожения, используя на самых тяжелых и грязных принудительных работах, от чего многие узники умерли от непосильных нагрузок в условиях постоянного голода и отсутствия медицинской помощи.
За время оккупации практически все евреи Оршанского района были убиты, а немногие спасшиеся в большинстве воевали впоследствии в партизанских отрядах.

## Гетто
Оккупационные власти под страхом смерти запретили евреям снимать желтые латы или шестиконечные звезды (опознавательные знаки на верхней одежде), выходить из гетто без специального разрешения, менять место проживания и квартиру внутри гетто, ходить по тротуарам, пользоваться общественным транспортом, находиться на территории парков и общественных мест, посещать школы.
Реализуя нацистскую программу уничтожения евреев, немцы создавали гетто почти во всех городах и населённых пунктах Беларуси, где проживало еврейское население. Так и в Оршанском районе оккупанты организовали 4 гетто:
- В гетто в Орше (август 1941 — 26-27 ноября 1941) были убиты до 6000 евреев.
- В гетто в Барани (сентябрь 1941 — 8 апреля 1942) были убиты около 45 евреев.
- В гетто в Копыси (октябрь 1941 — 14 января 1942) были замучены и убиты около 250 евреев.
- В гетто в Смолянах (9 марта 1942 — 5 апреля 1942) были убиты около 600 евреев.

## Случаи спасения и «Праведники народов мира»
В Оршанском районе 9 человек были удостоены почетного звания «Праведник народов мира» от израильского Мемориального комплекса Катастрофы и героизма еврейского народа «Яд Вашем» «в знак глубочайшей признательности за помощь, оказанную еврейскому народу в годы Второй мировой войны».
- Гулидова (Опиок) Зинаида и Кунин Василий. Ими была спасена Хенох (Кузнецова) Фруза в поселке Ореховск[11];
- Хлусевичи Лука и Пелагея. Ими была спасена Гибалевич (Магид) Ядя в деревне Казечино[12];
- Адамович Матрёна. Ею была спасена Никифорович (Финкельштейн) Зоя в деревне Горбацевичи[13] (находилась в составе упраздненного Липского сельсовета Оршанского района, в колхозе «Орша»[14]);
- Борщевская (Китович) Александра, Киселевы Иван и Анна. Ими были спасены Романовская (Ионих) Куна и её дочь Оксана в Орше[15];
- Сапего Ольга. Ею был спасен Хасман Михаил в Орше[16].

## Память
Опубликованы неполные списки убитых в районе евреев.
Памятники жертвам геноцида евреев в районе установлены в Орше, Копыси, Смолянах и Барани.